# Mueda
Mueda est une ville de la province de Cabo Delgado, dans le nord du Mozambique. Mueda est le chef-lieu du district du même nom. Elle est située à 175 km au nord-ouest de Pemba, la capitale de la province.

## Histoire

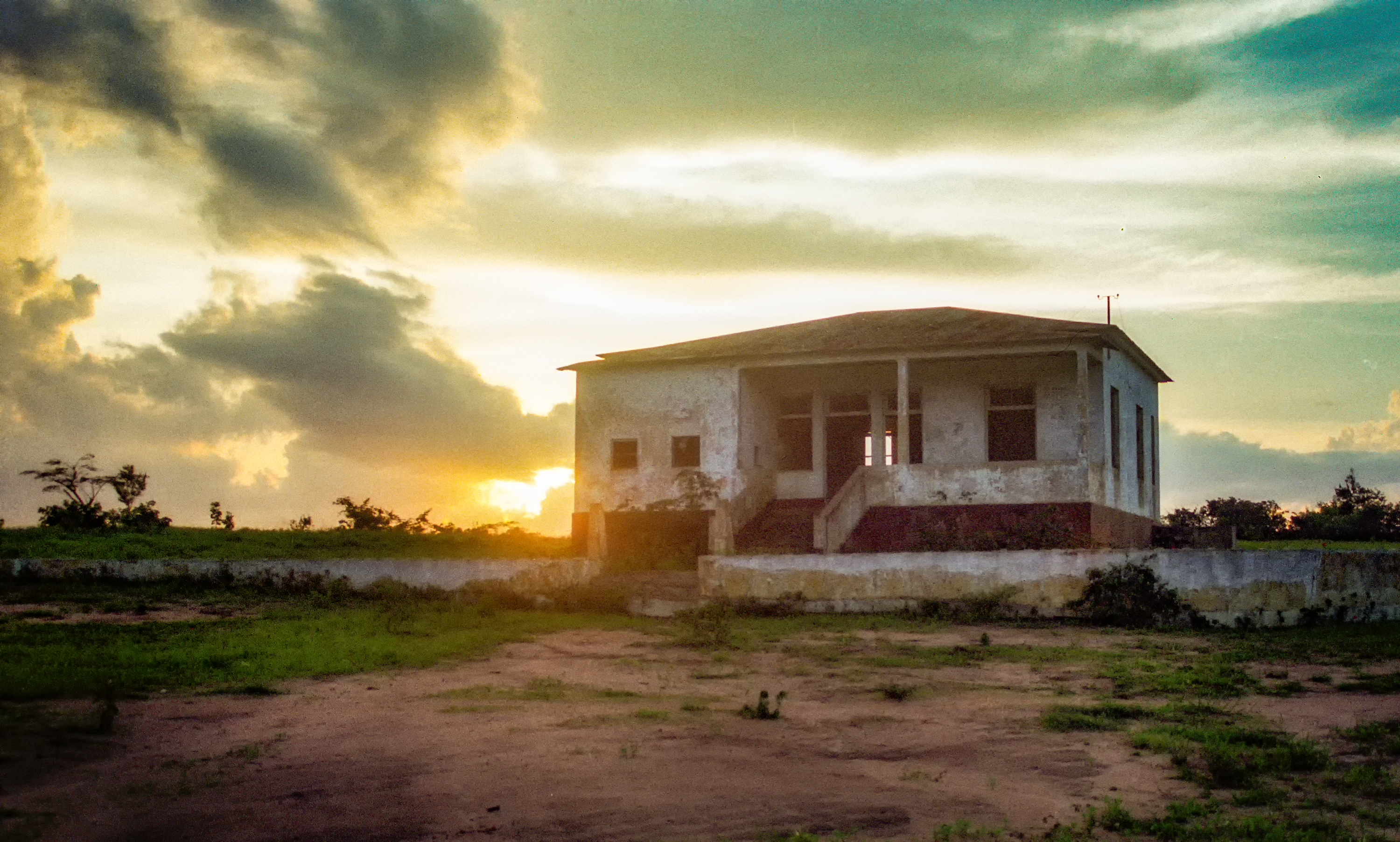
Le site du massacre de Mueda, ici en 1995.

C'est à Mueda qu'a eu lieu, le 16 juin 1960, le massacre de Mueda. Alors que des paysans protestent contre l'arrestation d'indépendantistes, le pouvoir colonial ouvre le feu. Selon les versions officielles (portugaise ou mozambicaine), entre 14 et 600 personnes sont tuées. Le massacre est considéré comme l'élément déclencheur du soulèvement des autochtones contre la puissance coloniale portugaise.
Mueda est également le centre de la culture makonde, dont les sculptures d'ébène sont mondialement connues.
Mueda se trouve sur un haut-plateau, le Planalto de Mueda, où le climat est excellent, mais où, en raison d'un sol perméable, l'eau s'infiltre à grande profondeur, rendant difficile l'approvisionnement en eau potable. Vers 1970, le Portugal a réalisé des systèmes d'alimentation en eau potable, sous la direction de l'ingénieur Canhoto. Ces travaux ont été complétés dix ans plus tard par le gouvernement mozambicain, avec l'aide de l'UNICEF et de la coopération suisse.

## Personnalités liées à la commune
- Reinata Sadimba (1945- ), céramiste d'art